# Luigi Maverna
Luigi Maverna (Landriano, 12 luglio 1920 – Bologna, 1º giugno 1998) è stato un arcivescovo cattolico italiano.

## Biografia
Il 19 giugno 1943 fu ordinato presbitero.

### Ministero episcopale
Il 15 settembre 1965 venne eletto vescovo titolare di Vannida e vescovo ausiliare della Spezia.
Ricevette la consacrazione episcopale il 17 ottobre 1965 dal vescovo Carlo Allorio, co-consacranti i vescovi Giuseppe Stella e Antonio Poma.
Poco tempo dopo, nel 1966, venne nominato amministratore apostolico sede plena della diocesi di Chiavari, risultandone ancora formalmente vescovo mons. Francesco Marchesani, anziano ed ammalato. Il 9 settembre 1971, dopo la morte di mons. Marchesani, venne nominato vescovo di Chiavari, carica dalla quale si dimise il 22 febbraio 1973.
Dall'ottobre del 1972 ricoprì la carica di assistente ecclesiastico generale dell'Azione Cattolica Italiana, fino a quando, il 19 marzo 1976, papa Paolo VI lo nominò segretario generale della Conferenza Episcopale Italiana.
Il 25 marzo 1982 venne nominato arcivescovo di Ferrara e vescovo di Comacchio. A seguito dell'unificazione della diocesi di Comacchio con l'arcidiocesi di Ferrara, disposta dalla Congregazione per i vescovi il 30 settembre 1986, venne nominato primo arcivescovo di Ferrara-Comacchio.
Nel 1992 celebrò il primo sinodo dell'arcidiocesi.
L'8 settembre 1995 papa Giovanni Paolo II accolse la sua rinuncia al governo pastorale dell'arcidiocesi di Ferrara-Comacchio per raggiunti limiti d'età.

## Genealogia episcopale
La genealogia episcopale è:
- Cardinale Scipione Rebiba
- Cardinale Giulio Antonio Santori
- Cardinale Girolamo Bernerio, O.P.
- Arcivescovo Galeazzo Sanvitale
- Cardinale Ludovico Ludovisi
- Cardinale Luigi Caetani
- Cardinale Ulderico Carpegna
- Cardinale Paluzzo Paluzzi Altieri degli Albertoni
- Papa Benedetto XIII
- Papa Benedetto XIV
- Cardinale Enrico Enriquez
- Arcivescovo Manuel Quintano Bonifaz
- Cardinale Buenaventura Córdoba Espinosa de la Cerda
- Cardinale Giuseppe Maria Doria Pamphilj
- Papa Pio VIII
- Papa Pio IX
- Cardinale Gustav Adolf von Hohenlohe-Schillingsfürst
- Arcivescovo Salvatore Magnasco
- Cardinale Gaetano Alimonda
- Cardinale Agostino Richelmy
- Vescovo Giuseppe Castelli
- Vescovo Carlo Allorio
- Arcivescovo Luigi Maverna